# Ruta (województwo warmińsko-mazurskie)
Ruta (niem. Rauttershof) – osada w Polsce, położona w województwie warmińsko-mazurskim, w powiecie kętrzyńskim, w gminie Barciany.
| SIMC    | Nazwa   | Rodzaj     |
| ------- | ------- | ---------- |
| 0469501 | Gradowo | przysiółek |

W latach 1975–1998 osada administracyjnie należała do województwa olsztyńskiego.
Ruta kiedyś nosiła nazwę Znajewo (której spora część mieszkańców używa).